# Quiet Nights (альбом Дайаны Кролл)
| Совокупная оценка    | Совокупная оценка |
| Источник             | Оценка            |
| -------------------- | ----------------- |
| Metacritic           | 74/100            |
| Оценки критиков      |                   |
| Источник             | Оценка            |
| AllMusic             | [ 2 ]             |
| Entertainment Weekly | B+                |
| The Guardian         | [ 4 ]             |
| Tom Hull             | A−                |
| Los Angeles Times    | [ 6 ]             |
| The Observer         | [ 7 ]             |
| The Phoenix          | [ 8 ]             |
| PopMatters           | 5/10              |
| Record Collector     | [ 10 ]            |
| Toronto Star         | [ 11 ]            |

Quiet Nights — десятый студийный альбом канадской певицы Дайаны Кролл, вышедший 31 марта 2009 года на лейбле Verve Records. В 2010 году заглавный трек принёс аранжировщику Клаусу Огерману премию «Грэмми» за лучшую инструментальную аранжировку в сопровождении вокалиста.

## Об альбоме
Альбом стал первой работой Кралл с аранжировщиком Клаусом Огерманом с альбома 2002 года Live in Paris и первой студийной работой с Огерманом с альбома 2001 года The Look of Love. В 2010 году заглавный трек принёс Клаусу Огерману премию «Грэмми» за лучшую инструментальную аранжировку в сопровождении вокалиста(ов).
Название альбома происходит от англоязычного названия стандарта босса-новы «Corcovado», написанного бразильским композитором Антонио Карлосом Жобином и впервые ставшего популярным в начале 1960-х годов. Заглавный трек — одна из трёх композиций, написанных или написанных в соавторстве с Жобином. Ранее Кралл включила написанную Жобином песню «How Insensitive» («Insensatez») в свой релиз 2006 года From This Moment On, а также исполнила песню Жобина «The Girl from Ipanema» («Девушка из Ипанемы», переименованную в «The Boy from Ipanema») вместе с Розмари Клуни в альбоме последней Brazil 2000 года.

## Отзывы
Альбом получил положительные отзывы музыкальных критиков.
На сайте Metacritic, который присваивает нормализованный рейтинг из 100 баллов рецензиям основных изданий, альбом получил средний балл 74, основанный на 12 рецензиях.
Джон Караманика из The New York Times писал: «Звучание и стиль такие же, как и в „Взгляде любви“, с раздувающимися струнными и деревянными духовыми Клауса Огермана, создающими романтическую атмосферу с нотками кино-нуара. Гибкие клавишные соло г-жи Кролл вливаются в оркестровку, словно пианистические разговоры на подушках. Она понизила свой голос до хриплого, близкого к рокоту, словно наслаждаясь послевкусием страсти на спутанных простынях. Предшественниками этого экскурса в мягкий эротизм являются альбомы баллад Пегги Ли и Джули Лондон».
Стив Грили из The Boston Globe отметил: «Грань между мечтательностью и сонливостью очень тонкая, и многие джазовые певицы, пробуя босса-нову, оказывались по ту сторону этой грани. Однако Дайана Кролл умело преодолевает её в Quiet Nights, своём первом альбоме, состоящем из одних босса-новы. Вероятно, это связано с её медовым голосом, непринуждённой подачей и опытом — за её плечами 11 альбомов и 15 лет звукозаписи».

## Коммерческий успех
Диск возглавил джазовый чарт в США (№ 1 в Billboard Jazz), достиг № 2 в Канаде и № 3 в Billboard 200 (высшее достижение в этом чарте в карьере Кролл).
Quiet Nights дебютировал на третьем месте в канадском чарте альбомов Canadian Albums Chart, продав 24 000 копий за первую неделю. Пять недель спустя альбом достиг второго места, продав 11 000 единиц. В США альбом был продан тиражом 104 000 копий и дебютировал на третьем месте в Billboard 200 и на первом месте в Top Jazz Albums, став девятым альбомом Кролла, занявшим первое место в последнем чарте.
В континентальной Европе альбом достиг первого места в Венгрии, Польше и Португалии, вошёл в пятёрку лучших в Австрии, Франции, Греции, Норвегии и Испании, а также в европейский чарт Top 100 Albums. Кроме того, альбом дебютировал на второй позиции в новозеландском чарте RIANZ. В конце 2009 года Billboard поместил Quiet Nights на 25-е место в чарте лучших джазовых альбомов Top Jazz Albums десятилетия 2000-х годов.

## Список композиций
| №                   | Название                                          | Текст песни                                                        | Музыка                  | Длительность |
| ------------------- | ------------------------------------------------- | ------------------------------------------------------------------ | ----------------------- | ------------ |
| 1.                  | «Where or When»                                   | Lorenz Hart                                                        | Richard Rodgers         | 4:09         |
| 2.                  | «Too Marvelous for Words»                         | Johnny Mercer                                                      | Richard A. Whiting      | 4:03         |
| 3.                  | «I've Grown Accustomed to Your Face»              | Alan Jay Lerner                                                    | Frederick Loewe         | 4:46         |
| 4.                  | «The Boy from Ipanema»                            | Norman Gimbel Vinicius de Moraes                                   | Antônio Carlos Jobim    | 4:52         |
| 5.                  | «Walk On By»                                      | Hal David                                                          | Burt Bacharach          | 5:01         |
| 6.                  | «You're My Thrill»                                | Sidney Clare                                                       | Jay Gorney              | 5:47         |
| 7.                  | «Este Seu Olhar»                                  | Jobim                                                              | Jobim                   | 2:45         |
| 8.                  | «So Nice»                                         | Marcos Kostenbader Valle Paulo Sérgio Valle Gimbel (English words) | M. K. Valle P. S. Valle | 3:50         |
| 9.                  | «Quiet Nights»                                    | Gene Lees Buddy Kaye                                               | Jobim                   | 4:45         |
| 10.                 | «Guess I'll Hang My Tears Out to Dry»             | Sammy Cahn                                                         | Jule Styne              | 4:49         |
| 11.                 | «How Can You Mend a Broken Heart» (бонусный трек) | Barry Gibb Robin Gibb                                              | B. Gibb R. Gibb         | 4:28         |
| 12.                 | «Every Time We Say Goodbye» (бонусный трек)       | Cole Porter                                                        | Porter                  | 5:19         |
| Общая длительность: | Общая длительность:                               | Общая длительность:                                                | Общая длительность:     | 54:34        |

| №                   | Название                    | Автор(ы)                     | Длительность |
| ------------------- | --------------------------- | ---------------------------- | ------------ |
| 13.                 | «For No One»                | John Lennon Paul McCartney   | 2:58         |
| 14.                 | «I See Your Face Before Me» | Howard Dietz Arthur Schwartz | 5:04         |
| Общая длительность: | Общая длительность:         | Общая длительность:          | 62:36        |

| №  | Название                                         | Длительность |
| -- | ------------------------------------------------ | ------------ |
| 1. | «I Love Being Here with You»                     |              |
| 2. | «Boy from Ipanema»                               |              |
| 3. | «Exactly Like You»                               |              |
| 4. | «Quiet Nights»                                   |              |
| 5. | «You're My Thrill»                               |              |
| 6. | «I Don't Know Enough About You»                  |              |
| 7. | «Let's Fall in Love»                             |              |
| 8. | «Makin' Whoopee» (с Elvis Costello и Elton John) |              |

## Позиции в чартах
| Чарт (2009)                             | Высшая позиция |
| --------------------------------------- | -------------- |
| Австралия (ARIA)                        | 14             |
| Австралия Jazz & Blues Albums (ARIA)    | 1              |
| Австрия (Ö3 Austria)                    | 3              |
| Бельгия/Фландрия (Ultratop)             | 8              |
| Бельгия/Валлония (Ultratop)             | 7              |
| Канада (Canadian Albums Chart)          | 2              |
| Хорватия (HDU)                          | 17             |
| Чехия (ČNS IFPI)                        | 13             |
| Дания (Hitlisten)                       | 16             |
| Нидерланды (Album Top 100)              | 15             |
| Европа European Albums (Billboard)      | 3              |
| Финляндия (Suomen virallinen lista)     | 35             |
| Франция (SNEP)                          | 3              |
| Германия (Offizielle Top 100)           | 7              |
| Греция (IFPI)                           | 12             |
| Венгрия (MAHASZ)                        | 1              |
| Италия (Classifica album)               | 8              |
| Япония (Oricon)                         | 21             |
| Мексика (Top 100 Mexico)                | 24             |
| Новая Зеландия (RMNZ)                   | 2              |
| Норвегия (VG-lista)                     | 2              |
| Польша (ZPAV)                           | 1              |
| Португалия (AFP)                        | 1              |
| Шотландия (Scottish Albums Chart)       | 18             |
| Испания (PROMUSICAE)                    | 3              |
| Швеция (Sverigetopplistan)              | 18             |
| Швеция Jazz Albums (Sverigetopplistan)  | 1              |
| Швейцария (Schweizer Hitparade)         | 10             |
| Великобритания (UK Albums Chart)        | 11             |
| 1                                       |                |
| США (Billboard 200)                     | 3              |
| США (Billboard Top Jazz Albums)         | 1              |
| США Traditional Jazz Albums (Billboard) | 1              |

## Сертификации
| Регион | Сертификация | Продажи |
| --- | ------------ | ------- |
| Австралия (ARIA) | Золотой      | 35 000^ |
| Австрия (IFPI Austria)                                                                                                   | Золотой      | 10 000* |
| Франция (SNEP) | Золотой      | 50 000* |
| Венгрия (Mahasz) | Платиновый   | 6000^   |
| Новая Зеландия (RMNZ) | Золотой      | 7500^   |
| Польша (ZPAV) | Платиновый   | 20 000* |
| Португалия (AFP) | Платиновый   | 20 000^ |
| Испания (PROMUSICAE) | Золотой      | 40 000^ |
| * Данные о продажах приведены только на основе сертификации. ^ Данные о тиражах приведены только на основе сертификации. |              |         |